# Issuf Sanon
Issuf Sanon (ukr. Іссуф Санон; ur. 30 października 1999 w Doniecku) – ukraiński koszykarz, występujący na pozycji rozgrywającego, reprezentant kraju, obecnie zawodnik BC Šiauliai.
W 2018 i 2019 reprezentował Washington Wizards podczas rozgrywek letniej ligi NBA.

## Osiągnięcia
Stan na 17 kwietnia 2022, na podstawie, o ile nie zaznaczono inaczej.

### Drużynowe
- Mistrz:
  - Słowenii (2018)
  - Ukrainy (2020)
- Zdobywca Superpucharu Ukrainy (2020)
- Finalista:
  - Pucharu Ukrainy (2020)
  - Superpucharu Słowenii (2019)
- Uczestnik rozgrywek międzynarodowych FIBA Europe Cup (2017/18)

### Indywidualne
- MVP Higher League (14 – 2016/2017, 4 – 2017/2018)
- Zaliczony dop I składu ligi ukraińskiej (2021)
- Obrońca roku ligi ukraińskiej (2021)

### Reprezentacja
Seniorska
- Uczestnik kwalifikacji:
  - europejskich do mistrzostw świata (2019, 2021)
  - do Eurobasketu (2020)

Młodzieżowa
- Uczestnik mistrzostw Europy:
  - U–20 (2019 – 10. miejsce)
  - U–18 (2017 – 12. miejsce)
- Lider Eurobasketu U–18 w przechwytach (2017)